# Colegio Teresiano de Barcelona
El Colegio Teresiano o Colegio de las Teresianas (en catalán: Col·legi de les Teresianes) es una obra del arquitecto modernista Antoni Gaudí. Situado en la antigua localidad de San Gervasio de Cassolas (hoy parte integrante de Barcelona, distrito de Sarriá-San Gervasio), en la calle Ganduxer n.º 85, fue concebido por san Enrique de Ossó para alojar un colegio y el convento de la Congregación de Religiosas Teresianas, que él mismo había fundado. El edificio fue construido entre 1888 y 1890.
Esta obra pertenece al período neogótico de Gaudí (1888-1898), etapa en que el arquitecto se inspiró sobre todo en el arte gótico medieval, el cual asume de forma libre, personal, intentando mejorar sus soluciones estructurales. El neogótico fue en aquella época uno de los estilos historicistas de mayor éxito, sobre todo a raíz de los estudios teóricos de Viollet-le-Duc. Gaudí estudió con profundidad el gótico catalán, balear y rosellonés, así como el leonés y el castellano en sus estancias en León y Burgos, llegando al convencimiento de que era un estilo imperfecto, a medio resolver. En sus obras elimina la necesidad de contrafuertes mediante el empleo de superficies regladas, y suprime cresterías y calados excesivos.
El edificio fue declarado Bien de Interés Cultural el 24 de julio de 1969 con la referencia RI-51-0003820.

## Historia

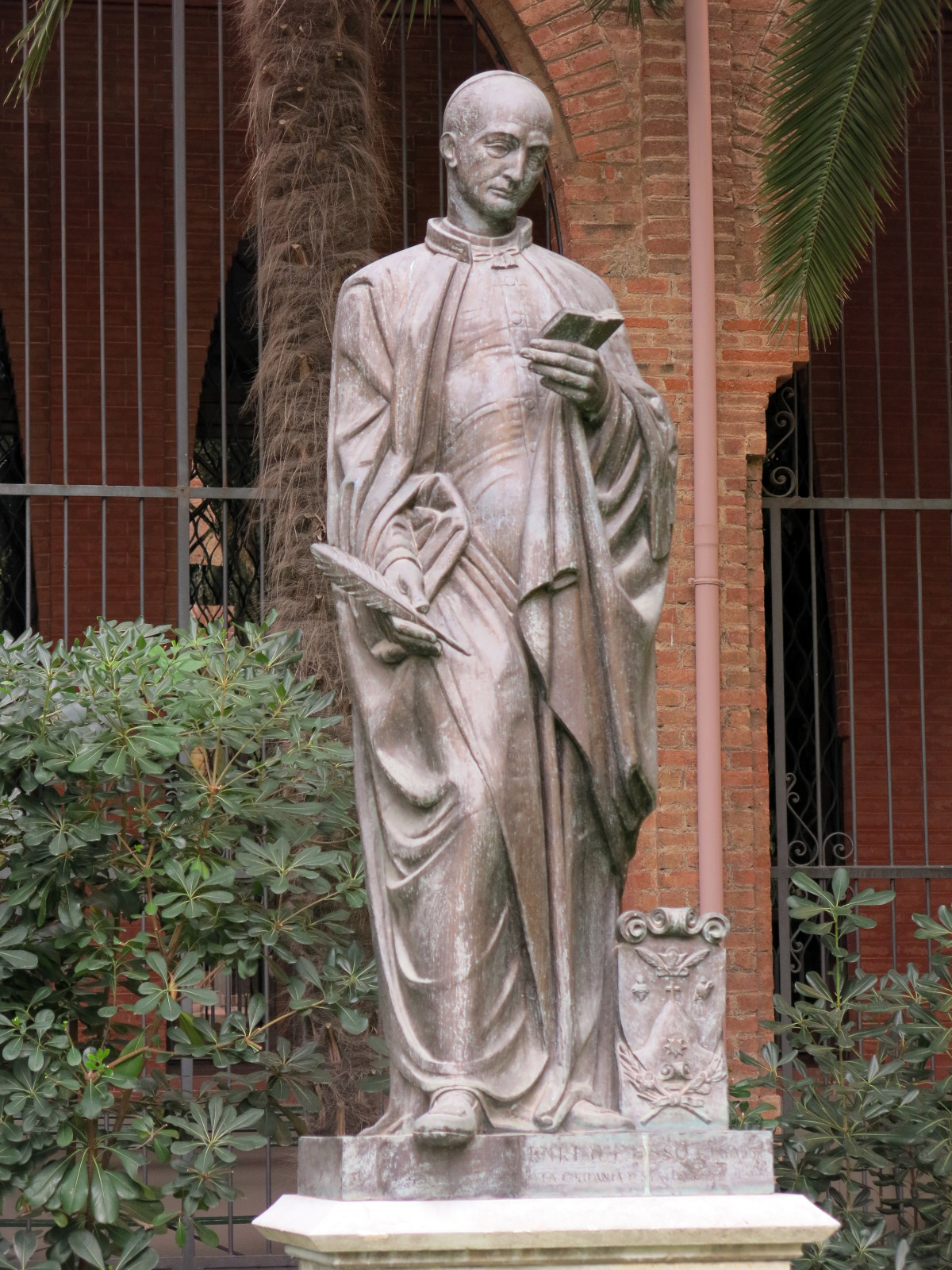
Estatua de san Enrique de Ossó

La iniciativa partió de san Enrique de Ossó, fundador de la Compañía de Santa Teresa de Jesús (o Teresianas), quien planeó construir un conjunto de convento, colegio femenino e internado. Para ello compró un solar de 26 104 m² en San Gervasio de Cassolas a la familia Ganduxer —que dio nombre a la calle en la que se ubica el colegio—, por un precio de 130 000 pesetas, el 4 de mayo de 1888. Para sufragar los gastos se emitieron títulos al portador al 3 % anual, que iban de las 25 a las 25 000 pesetas.
La construcción se inició en 1888 —la primera piedra se colocó el 1 de septiembre— bajo la dirección del arquitecto Joan Baptista Pons i Trabal, quien diseñó una estructura en forma de U, en estilo bizantino, sobrio y austero.
Sin embargo, poco después Ossó encargó el proyecto a Gaudí, que ya había adquirido renombre tanto como arquitecto como persona devota, razón por la cual Ossó se decantó por él. Ambos tenían amigos comunes, como el canónigo vicense Jaume Collell i Bancells o el sacerdote y poeta Jacinto Verdaguer. Las obras se prolongaron de 1888 a 1890, dirigidas por el maestro de obras Claudi Alsina.
Del proyecto inicial de Pons i Trabal se había realizado tan solo los cimientos. Gaudí cumplió la voluntad de la orden de reflejar austeridad en el edificio, en cumplimiento del voto de pobreza, por lo que, siguiendo las indicaciones de las religiosas, proyectó un edificio sobrio, realizado sobre todo en ladrillo, aunque también se empleó la cerámica en motivos ornamentales, así como elementos de forja y carpintería. Se cuenta la anécdota de que, ante la insistencia del padre Ossó de ceñirse al presupuesto, Gaudí le contestó un día:

Cada cual a lo suyo, mosén Enrique; yo, a hacer casas, usted a hacer misas.

Utilizando el argumento de que el ladrillo no era caro, y que no había gran diferencia de costes en colocar las piezas de una forma o de otra, fue creando elementos decorativos donde le fue posible, tanto en el exterior como en el interior. También incorporó a la fachada rejas de hierro forjado, uno de sus materiales preferidos, y la coronó con un conjunto de almenas que sugieren un castillo, posible alusión a la obra de santa Teresa Las moradas (también conocida como El castillo interior).
El colegio fue ocupado por las primeras monjas y estudiantes internas en mayo de 1890 y, el 8 de junio de 1891, se realizaron las primeras comuniones, a cargo del obispo Joan Baptista Grau i Vallespinós.
En 1908 Gaudí proyectó una capilla que no llegó a realizar por desacuerdos con la superiora del convento, Saturnina Jassà, que la quería en el primer piso para uso exclusivo de las monjas, mientras el arquitecto opinaba que debía estar en la planta baja, para uso público. La actual, de estilo neogótico, es obra de Gabriel Borrell i Cardona, finalizada en 1913.
El colegio sufrió algunos desperfectos en 1936, al inicio de la Guerra Civil, fecha en que se perdieron los planos originales del edificio, guardados en los bajos. Durante la contienda el edificio sirvió de hospital y asilo de ancianos.
En 1946 se construyó un pabellón anexo en la parte izquierda del colegio, obra de José Pellicer Gambús.
En 1969 fue declarado Monumento histórico-artístico de Interés Nacional.

## Descripción

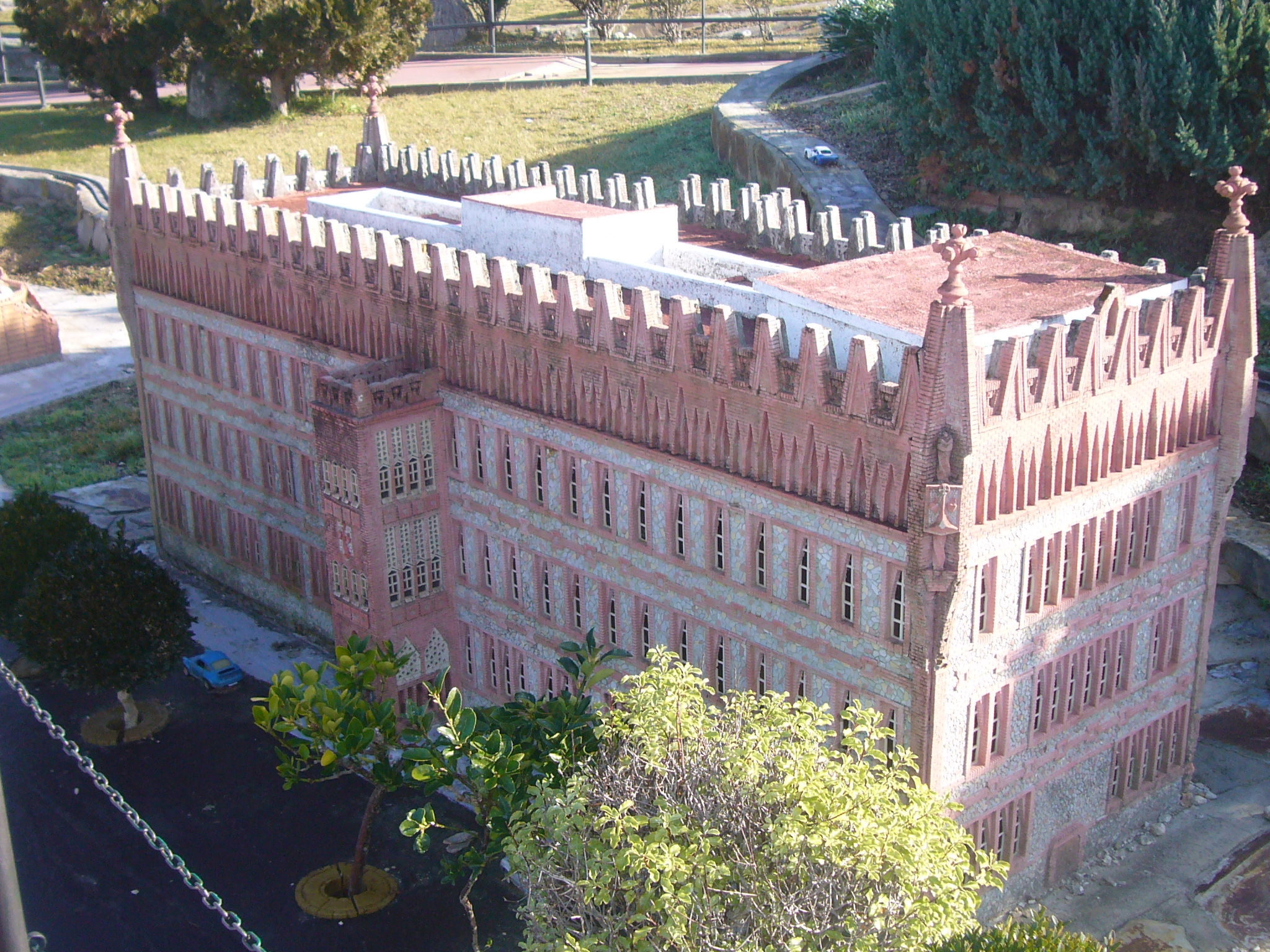
Maqueta del edificio, en Cataluña en Miniatura

El proyecto de Pons Trabal tenía planta baja, tres pisos y cubierta a cuatro aguas, con una fachada en cuerpo saliente que ascendía un piso respecto al cuerpo principal. Cuando Gaudí se hizo cargo del proyecto se habían construido unos 80 cm del perímetro de fachada. Por ello, mantuvo la estructura de tres crujías en sentido longitudinal. También mantuvo el cuerpo saliente, pero añadiendo otro equivalente en la fachada contraria, y eliminó el piso superior que sobresalía de la fachada, quedando ambos cuerpos a la altura del edificio, al tiempo que diseñó como cuerpo principal el que para Pons era el posterior, invirtiendo la preeminencia de las fachadas. Cambió las escaleras en paralelo diseñadas por Pons por otras de doble escalera, ganando el espacio situado en el ojo de escalera para situar un patio de luz; por otro lado, cortó la escalera principal en el primer piso, dejando solo la escalera de servicio hasta la cubierta. Para soportar los muros de carga que separarían las tres crujías y poder mantener estos patios de luces, disgregó las fuerzas mediante la colocación de unos bosques de columnas en las dos primeras plantas, trabando las crujías longitudinales con arcos catenáricos para no interrumpir la penetración de la luz en la planta baja. Por otro lado, cambió la cubierta a cuatro aguas por una transitable, realizada con la técnica de bóveda catalana, y la remató con almenas. También añadió dos columnas salomónicas en los extremos del cuerpo posterior, formando unos arcos para transmitir las cargas, que tienen continuación en los pisos superiores. Otra diferencia del proyecto gaudiniano respecto al inicial fue el aumento del número de ventanales.
El edificio tiene forma de paralelepípedo, con planta baja y cuatro pisos de distinta altura, ya que esta va decreciendo gradualmente: 5,85 m la planta baja, 4,58 m el primer piso, 3,77 m el segundo, 2,93 m el tercero y 2,88 m el cuarto. Sus dimensiones son de 60 m de largo por 18 m de ancho, y 27 m de alto. El último piso está coronado por una crestería de forma triangular. La fachada presenta un cuerpo central en saledizo que adquiere la altura del edificio, con el pórtico de entrada en el nivel inferior, que se convierte en mirador en las plantas superiores. Este volumen tiene su correspondiente en la parte posterior del edificio, donde se halla una entrada secundaria. En la puerta de entrada destaca una reja de hierro forjado, moldeada en plomo por Gaudí, y construida por el herrero Joan Oñós, uno de los colaboradores habituales del arquitecto. Está formada por tres hojas, con unas dimensiones de 2,45 x 3,40 m, y decorada con motivos geométricos y vegetales, así como el escudo de la compañía, con el monte Carmelo, una estrella, los corazones de Jesús y santa Teresa sobre los que se posan unas palomas de la paz y la cruz central que se eleva sobre el conjunto; las hojas laterales presentan las cuatro barras de la bandera catalana, elaboradas en forma de T.
El pórtico está realizado en ladrillo visto y mampostería, y tiene forma de arco parabólico, realizado con ladrillos en voladizo. En su interior hay una bóveda esférica sobre pechinas, y en los lados unos calados con vidrieras de colores. En la linde hay una pieza de mármol blanco con la inscripción «Todo se pasa», realizada en marquetería. La puerta es madera, en plafones con aristas redondeadas, y dos rejas de hierro de forja con las iniciales de santa Teresa (ST) repetidas nueve veces. Las tribunas de los dos pisos superiores están decoradas con una celosía de estilo mudéjar, con una representación del escudo carmelitano en el centro, de cerámica, compuesto del monte Carmelo con una estrella en el centro y una cruz encima, flanqueado de dos corazones, el inmaculado de María y el transverberado de Teresa; en la parte superior del escudo se hallaba el birrete doctoral de la santa y, en la inferior, la inscripción «Solo Dios basta». Este escudo fue destruido en 1936 y reconstruido en 1939, aunque se perdió la inscripción inferior.

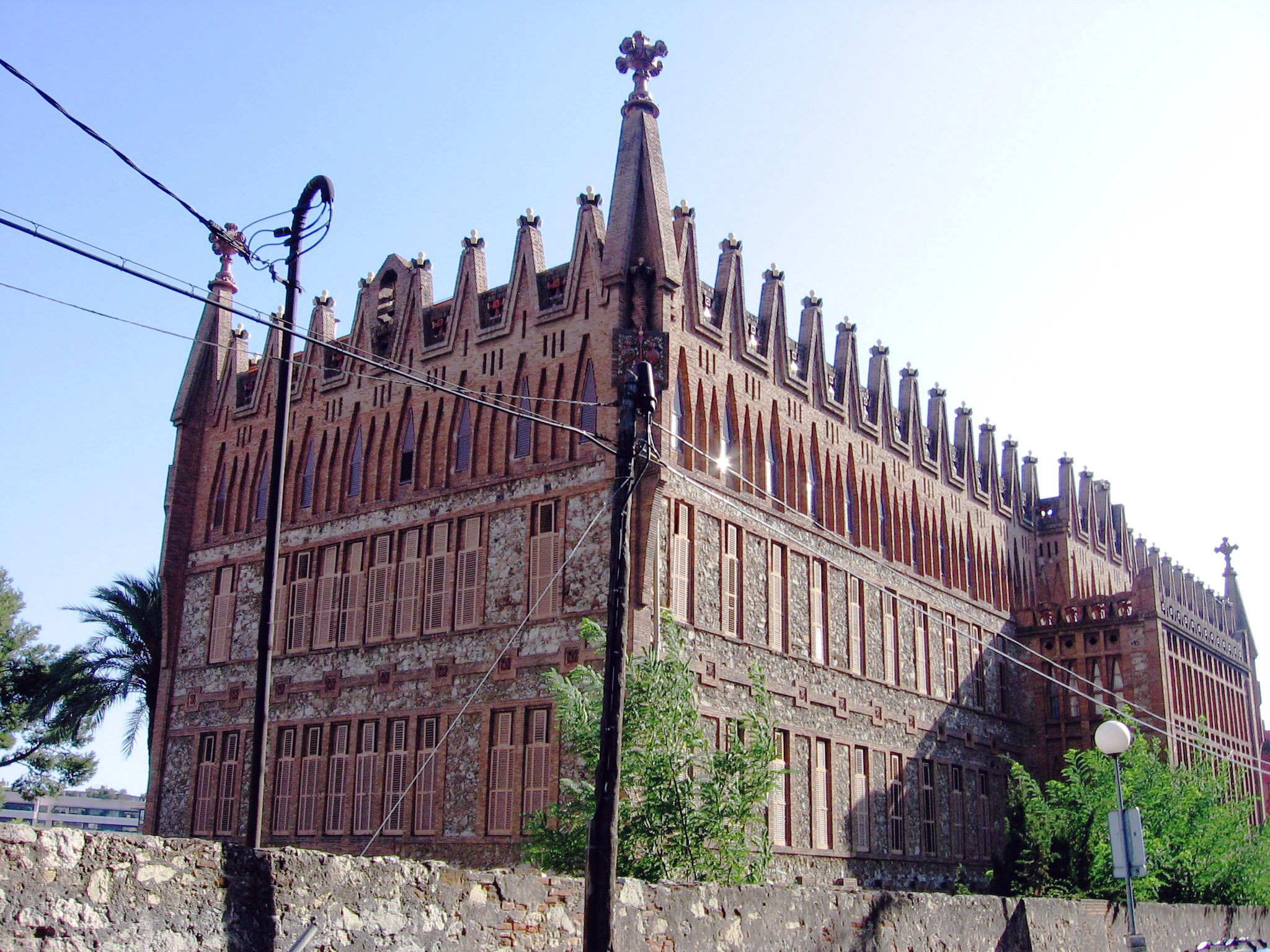
Fachada posterior

Las paredes laterales de la fachada están conformadas con módulos de 4,25 m de anchura. En la planta baja los ventanales, de falsos arcos parabólicos, se agrupan de tres en tres, en alusión a la Trinidad, con rejas de hierro forjado con ornamentación religiosa. En el resto de pisos estos módulos presentan una única ventana, con persianas venecianas. En los ángulos de la fachada figuran unos pináculos de ladrillo con una columna salomónica culminada con la cruz de cuatro brazos —típica de las obras de Gaudí—, de 2,5 m de altura, elaboradas con cerámica rojiza y rematadas con motivos florales, y con unos escudos cerámicos con diversos símbolos definitorios de la orden teresiana: el monte Carmelo coronado por la cruz, el corazón de la Virgen coronado por espinas y el de santa Teresa atravesado por una flecha. Las almenas están rematadas por unos birretes doctorales de cerámica roja en alusión al Doctorado de la Iglesia de santa Teresa; los originales fueron destruidos en 1936 durante el transcurso de la Guerra Civil, pero se restauraron en 2002. También figuran anagramas de Jesús (JHS) y de santa Teresa (T).
El interior está estructurado en tres sectores, el principal de los cuales es el central, que está diseñado para la circulación tanto horizontal como vertical, conectando todas las partes del edificio, al tiempo que su planimetría facilita la iluminación y la ventilación del edificio. Se encuentran también dos patios interiores con unos pasillos de original diseño, con una sucesión de arcos catenarios que confieren al interior una gran luminosidad, potenciada por las paredes enyesadas. Estos arcos de líneas elegantes no son meramente decorativos, sino que tienen la función de sostener el techo y la planta superior. Gaudí utilizó el arco en parábola como elemento constructivo idóneo, capaz de aguantar pesos elevados mediante perfiles poco gruesos. La distribución interior se correspondía a las aulas, despachos, comedor y cocina en la planta baja; oficinas y celdas de las monjas en el primer piso; habitaciones de las internas en el segundo; y el piso superior estaba destinado a ejercicios espirituales. El pavimento era de madera en la planta baja y de baldosas cerámicas en el resto de pisos.
Durante la construcción, imbuido del aire de recogimiento y meditación que debía tener el colegio, Gaudí realizó dos curiosos elementos constructivos: en la columnata del primer piso dejó en medio de las columnas un pilar de un metro de altura, sin ningún remate ni decoración; cuando se le preguntó al respecto, dijo que representaba a Dios, por lo que no necesitaba ningún adorno. A continuación, dejó la escalera que en ese punto subía al segundo piso interrumpida, colocando el acceso al piso superior en otro lado; desde entonces hay una escala de catorce peldaños que no conduce a ninguna parte.
Gaudí diseñó también el jardín que rodea al edificio, donde plantó pinos y palmeras, y planificó unos caminos y unos bancos de piedra que esbozan las soluciones que más tarde emplearía en el parque Güell.

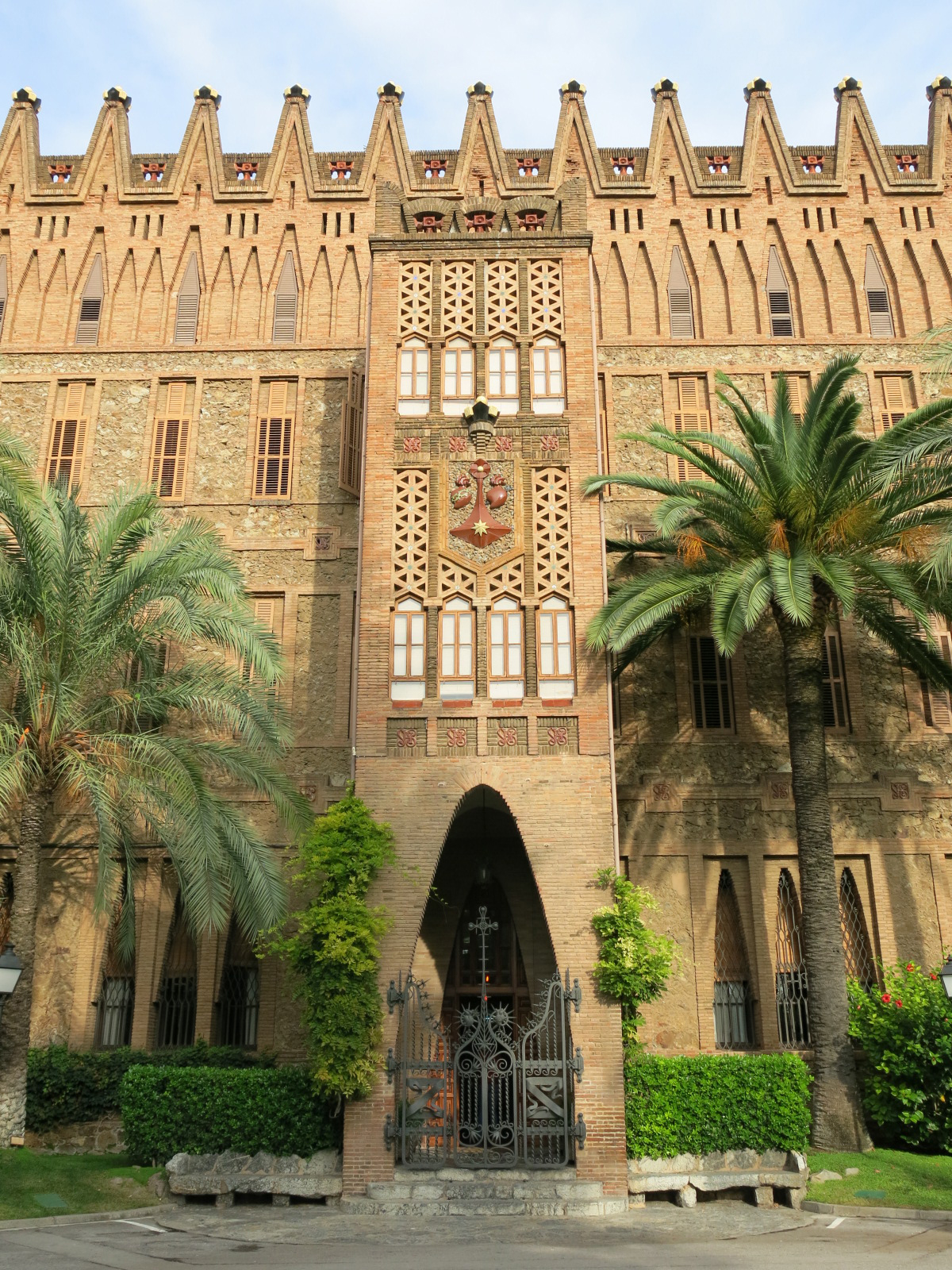
Fachada principal
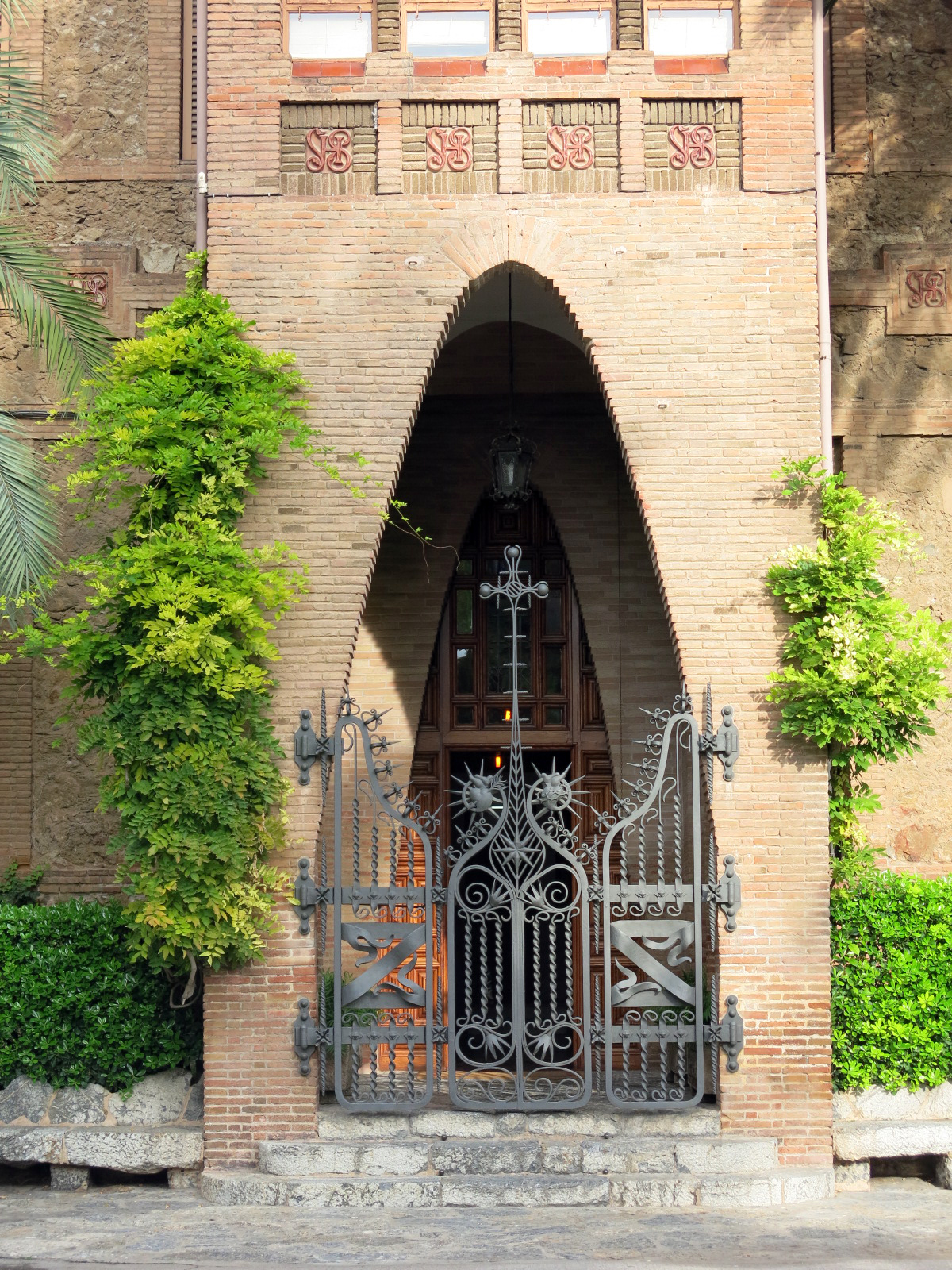
Pórtico de entrada
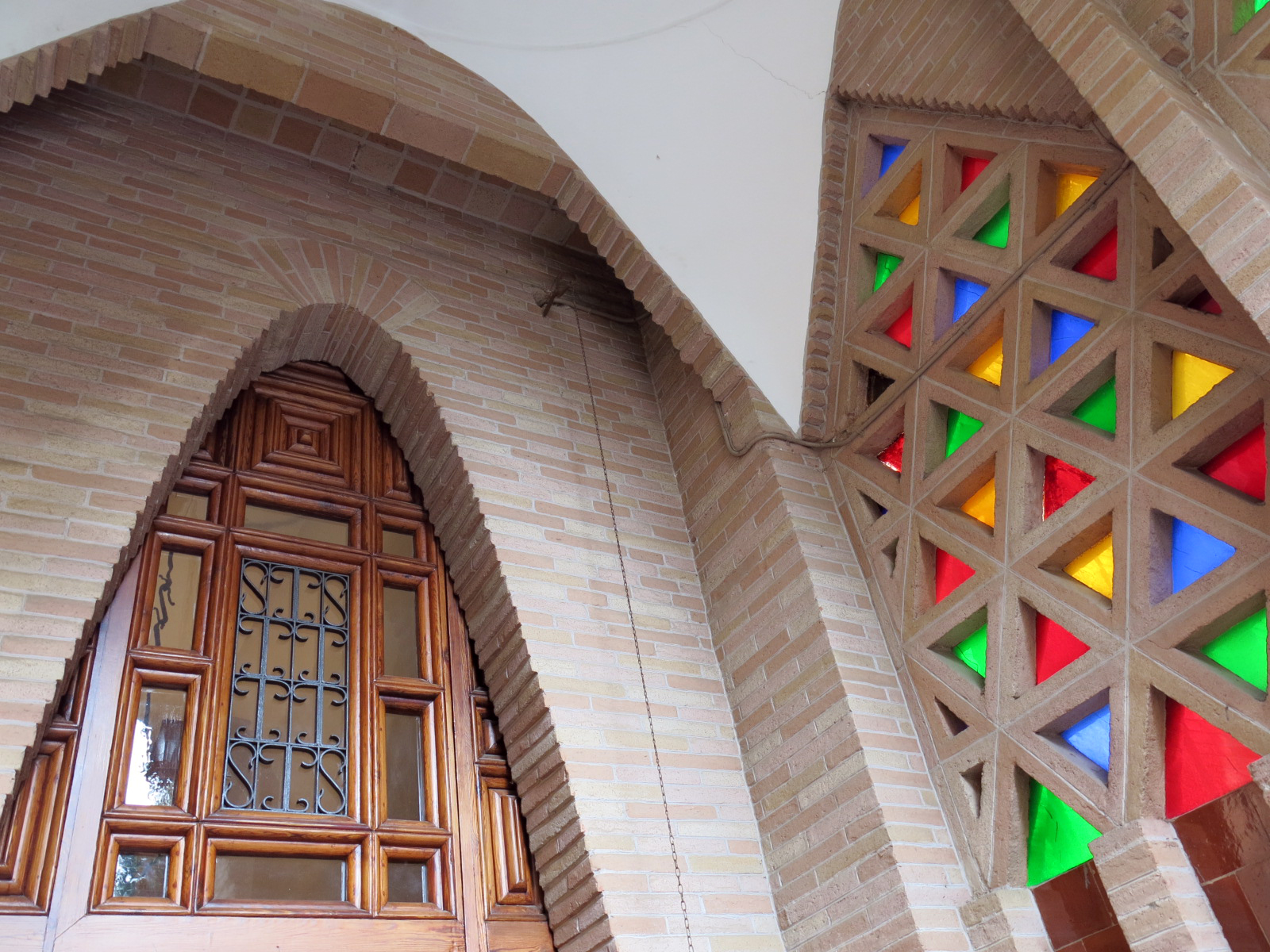
Atrio de entrada
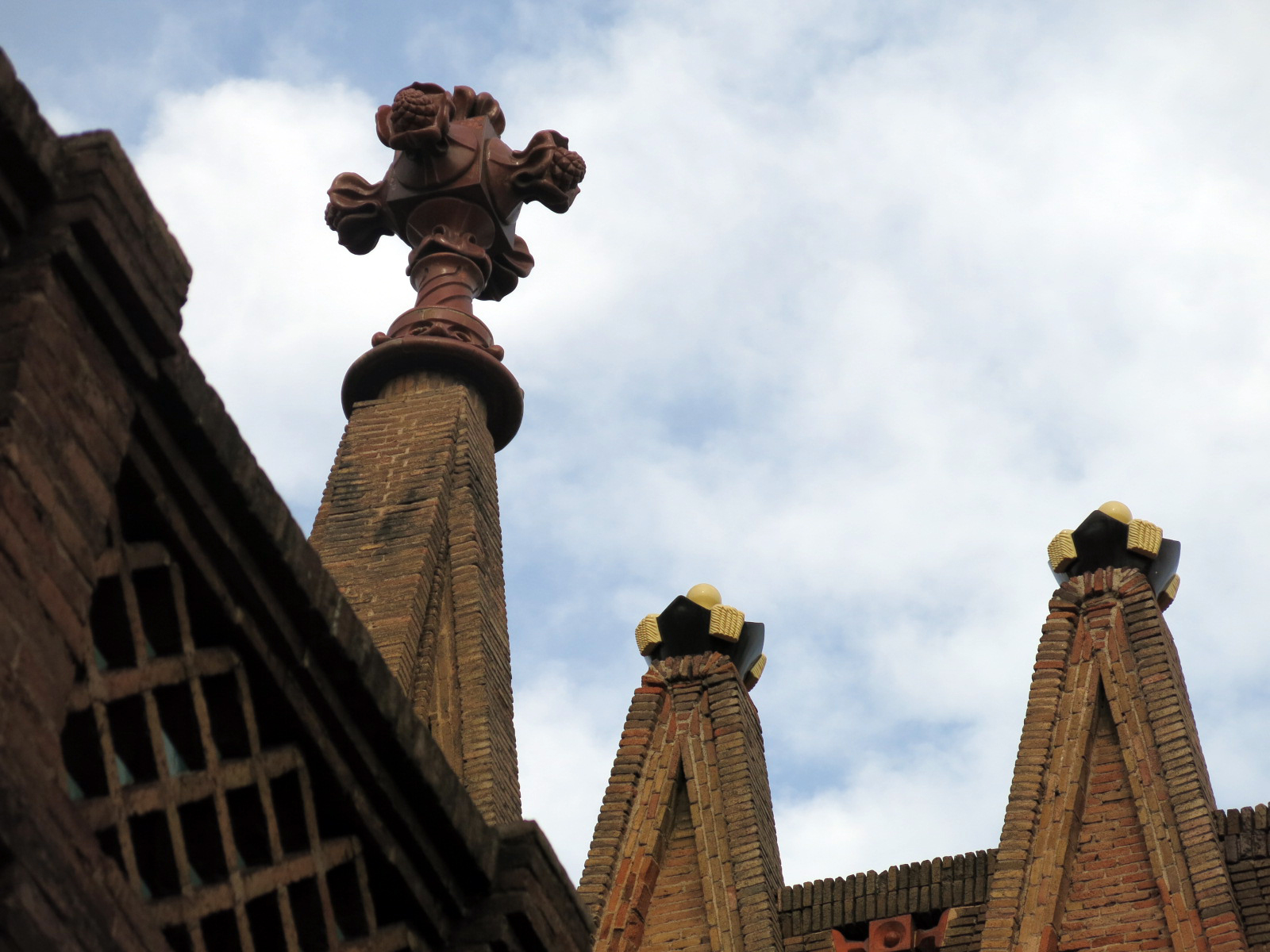
Pináculo y almenas
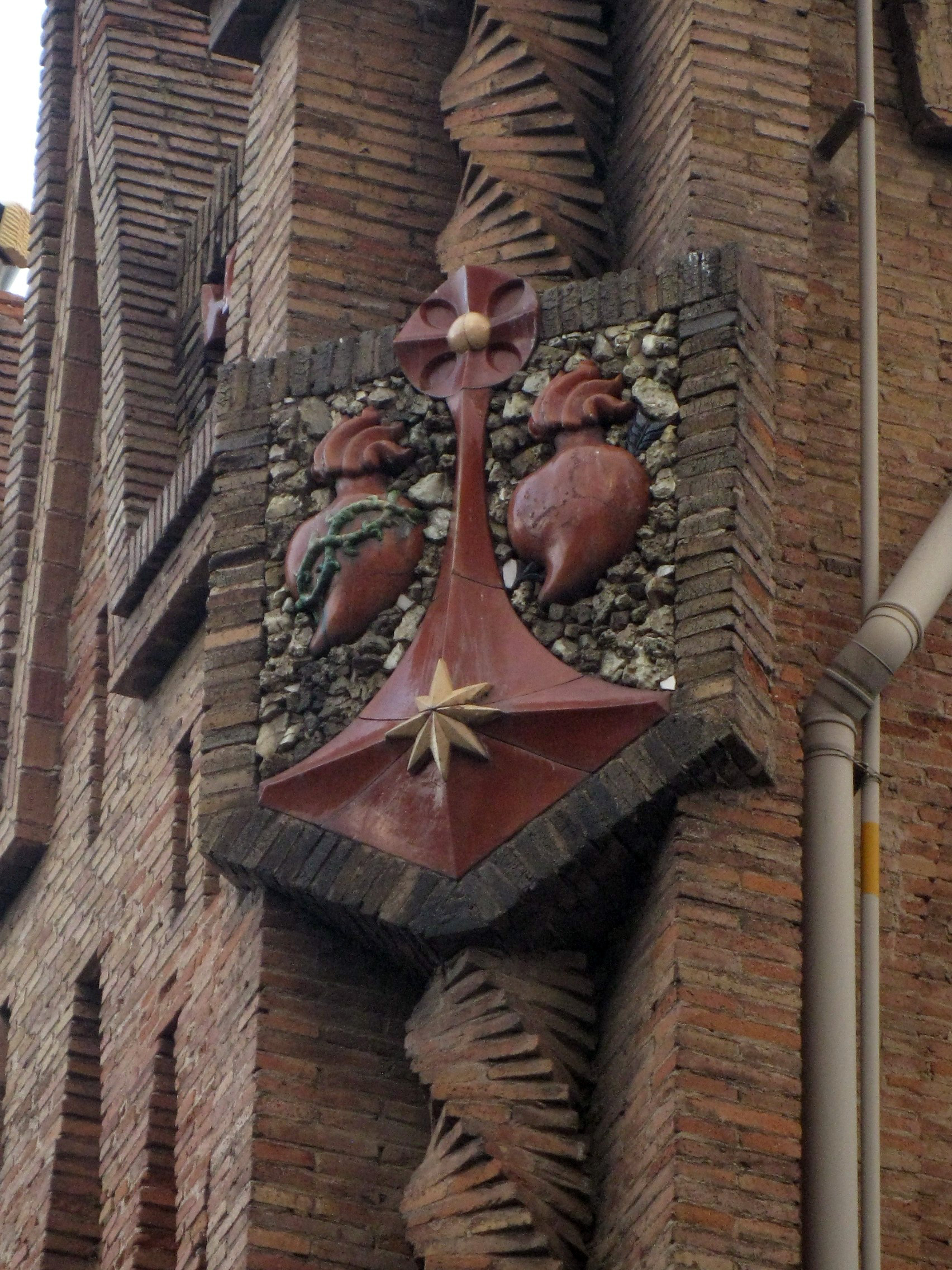
Escudo de la Orden
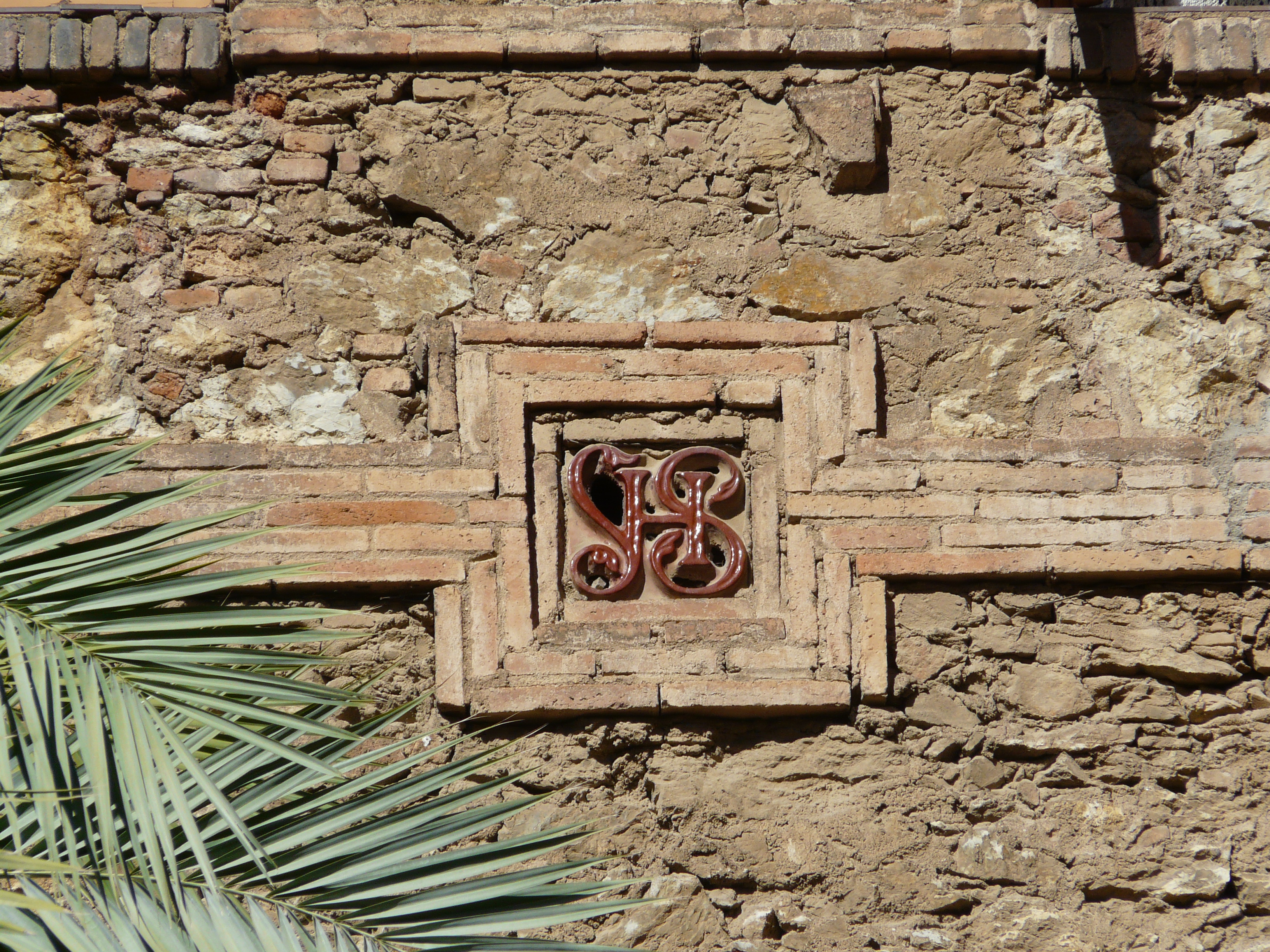
Anagrama JHS
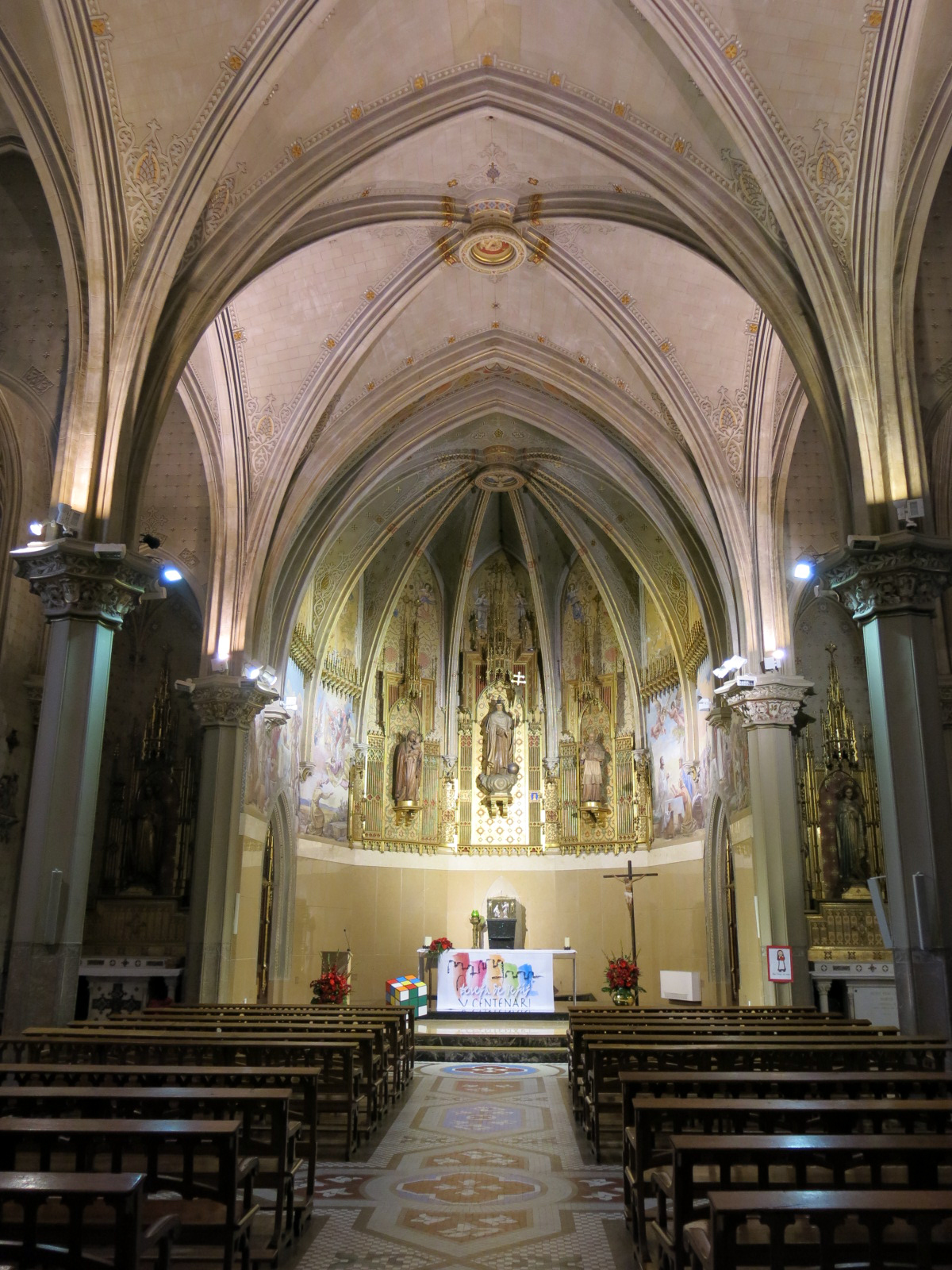
Capilla
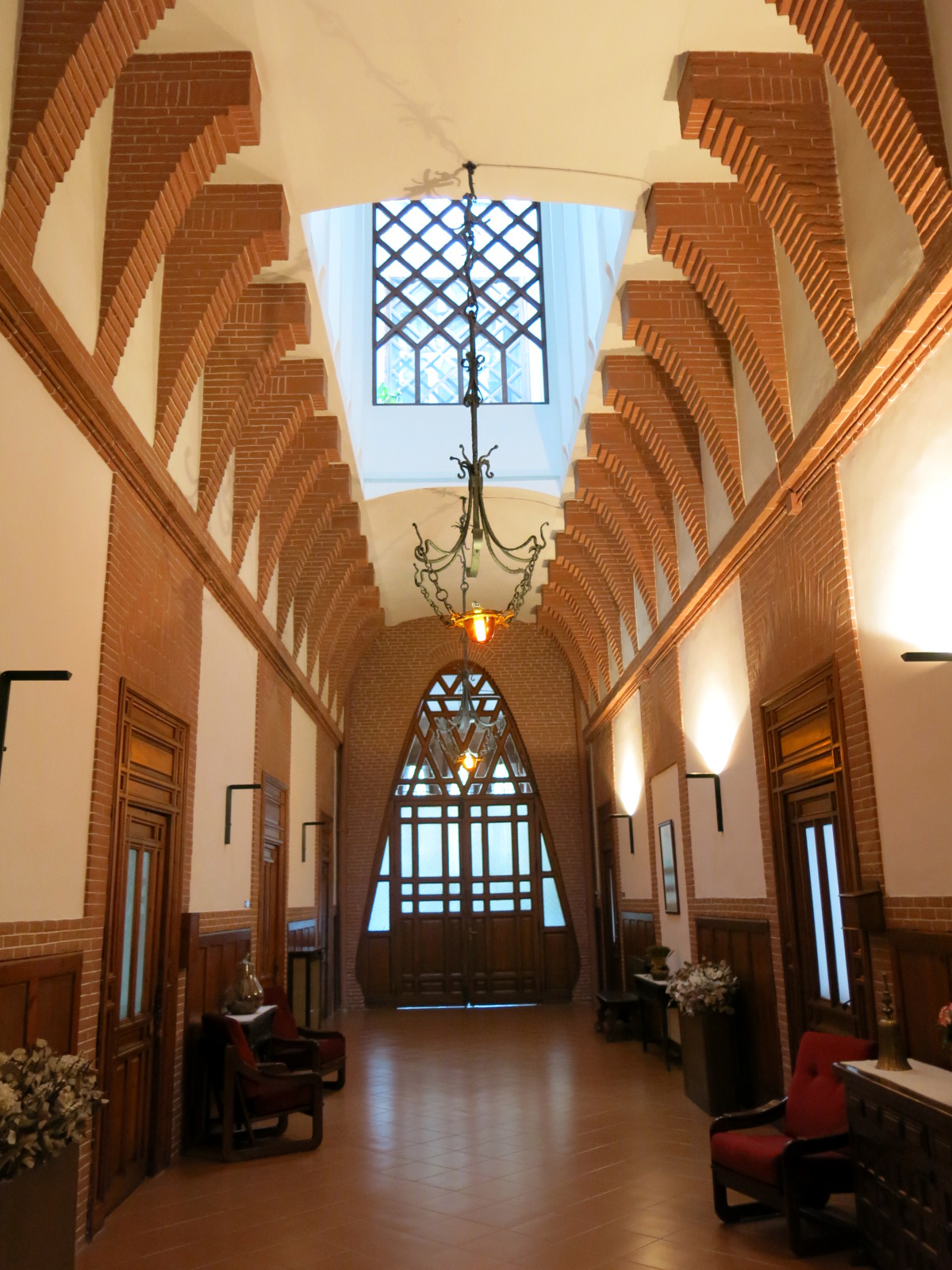
Detalle del interior
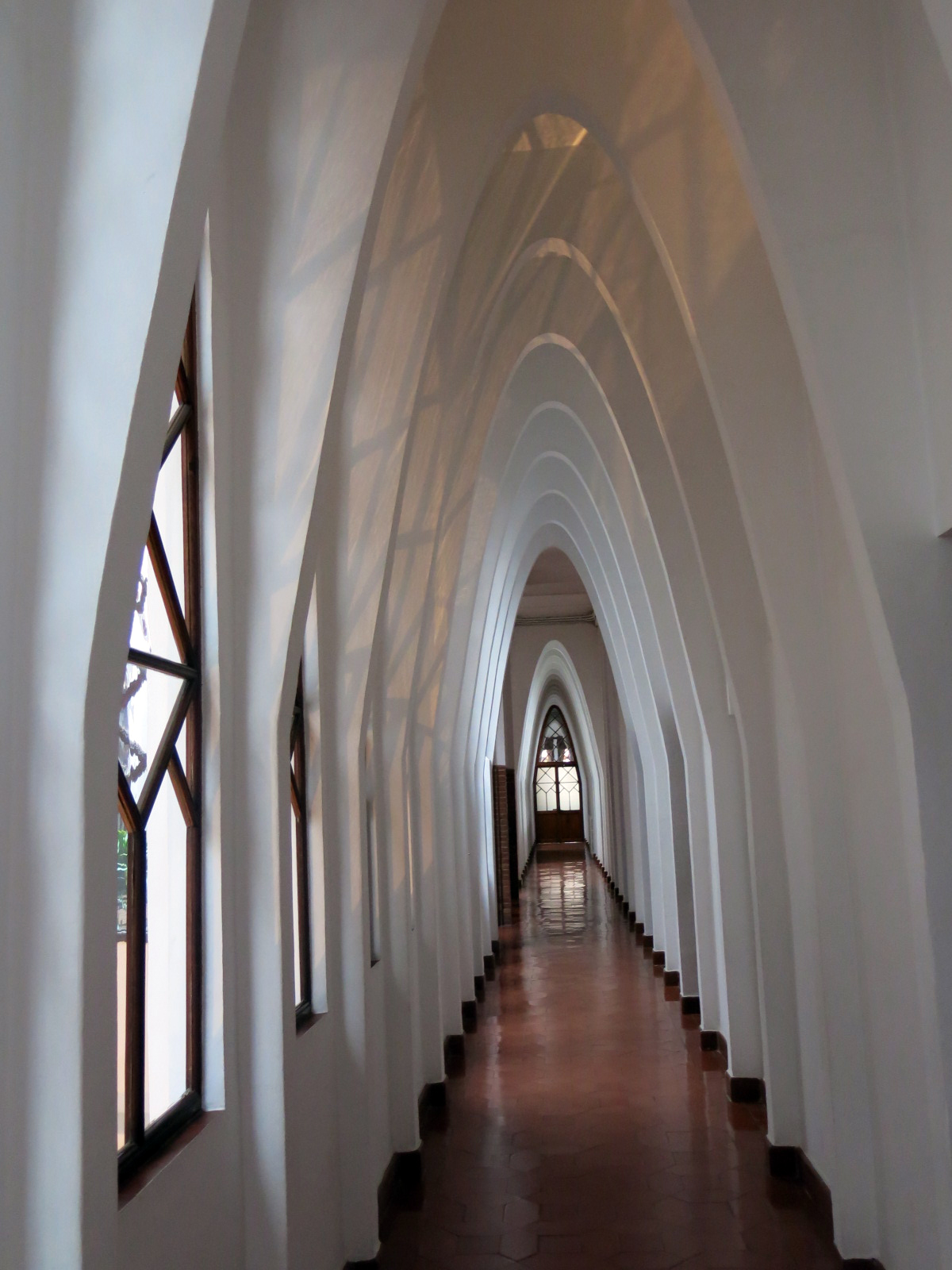
Galería de arcos parabólicos